# Грэм, Брэндон
Брэндон Ли Грэм (англ. Brandon Lee Graham, 3 апреля 1988, Детройт, Мичиган) — профессиональный американский футболист, выступающий на позиции ди-энда в клубе НФЛ «Филадельфия Иглз». Победитель Супербоула LII. Участник Пробоула 2020 года. На студенческом уровне играл за команду Мичиганского университета. На драфте НФЛ 2010 года был выбран в первом раунде под общим тринадцатым номером.

## Биография
Брэндон Грэм родился 3 апреля 1988 года в Детройте. Там же он окончил старшую школу Крокетт. В течение четырёх лет Грэм выступал в составе её футбольной команды, играл на позициях ди-энда и пантера. За карьеру он сделал 56 сэков и 307 захватов. Он признавался Игроком года в Мичигане, участвовал в Матче всех звёзд школьного футбола, на момент выпуска входил в число самых перспективных игроков страны. Также Грэм играл за школьную баскетбольную команду, участвовал в соревнованиях по толканию ядра, беге на 100 и 200 метров.

### Любительская карьера

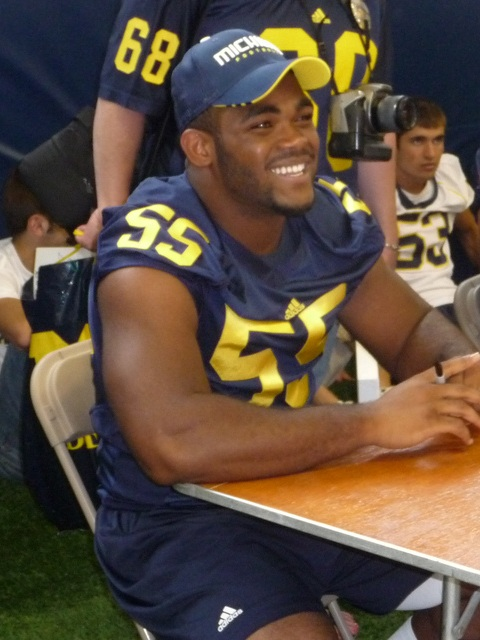
Грэм в 2009 году.

После окончания школы Грэм поступил в Мичиганский университет. В турнире NCAA он дебютировал в сезоне 2006 года, сыграв в одиннадцати матчах на позициях ди-энда и тэкла защиты, в том числе в Роуз Боуле. В 2007 году Грэм сыграл тринадцать матчей, пять из них начал в стартовом составе. Сделав 8,5 сэков, он стал лучшим в команде по этому показателю. По итогам сезона он вошёл в число претендентов на Тед Хендрикс Эворд, приз лучшему ди-энду студенческого футбола.
В 2008 году Грэм провёл в стартовом составе одиннадцать матчей и был одним из лидеров защиты Мичигана. В играх турнира он сделал 20 захватов с потерей ярдов и 10 сэков, по обоим показателям он вошёл в десятку лидеров NCAA. По итогам голосования членов команды Грэм был признан её Самым ценным игроком и получил приз имени Бо Шембехлера. Второй раз обладателем этой награды Грэм стал по итогам сезона 2009 года. В нём он провёл двенадцать матчей, установил ряд личных рекордов. Вместе с квотербеком Дэриллом Кларком из университета штата Пенсильвания он разделил награду Серебряный мяч, вручаемую газетой Chicago Tribune лучшему игроку конференции Big Ten. Всего за время своей студенческой карьеры Грэм сыграл в 47 матчах, сделал 29,5 сэков.

#### Статистика выступлений в NCAA
| Сезон | Команда           | Игры | Захваты | Захваты | Захваты | Захваты | Захваты | Перехваты | Перехваты | Перехваты | Перехваты | Перехваты | Фамблы | Фамблы | Фамблы | Фамблы |
| Сезон | Команда           | Игры | Solo    | Ast     | Tot     | Loss    | Sk      | Int       | Yds       | Y/R       | TD        | PD        | FR     | Yds    | TD     | FF     |
| ----- | ----------------- | ---- | ------- | ------- | ------- | ------- | ------- | --------- | --------- | --------- | --------- | --------- | ------ | ------ | ------ | ------ |
| 2006  | Мичиган Вулверинс | 11   | 2       | 1       | 3       | 0,5     | 0,5     | 0         | 0         | 0,0       | 0         | 0         | 0      | 0      | 0      | 1      |
| 2007  | Мичиган Вулверинс | 13   | 13      | 12      | 25      | 9,5     | 8,5     | 0         | 0         | 0,0       | 0         | 1         | 0      | 0      | 0      | 3      |
| 2008  | Мичиган Вулверинс | 11   | 29      | 17      | 46      | 20,0    | 10,0    | 0         | 0         | 0,0       | 0         | 0         | 0      | 0      | 0      | 2      |
| 2009  | Мичиган Вулверинс | 12   | 42      | 22      | 64      | 26,0    | 10,5    | 0         | 0         | 0,0       | 0         | 0         | 0      | 0      | 0      | 0      |
| Всего | Всего             | 47   | 86      | 52      | 138     | 56,0    | 29,5    | 0         | 0         | 0,0       | 0         | 1         | 0      | 0      | 0      | 6      |

### Профессиональная карьера

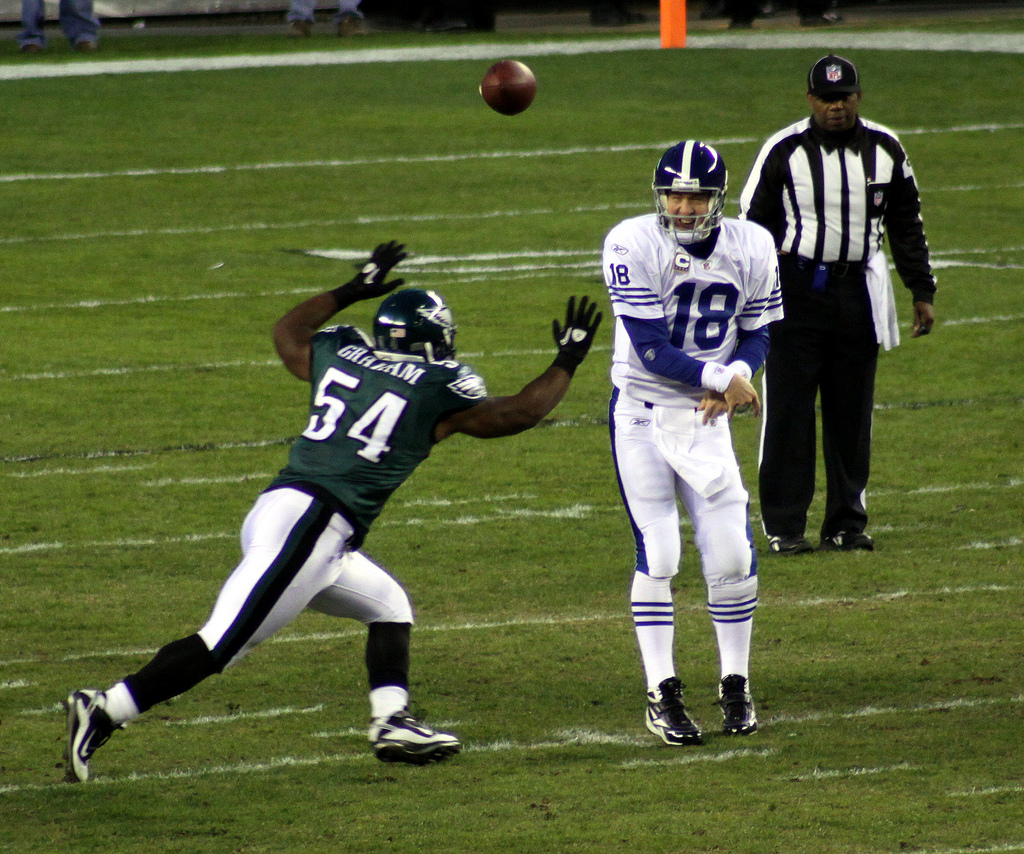
Грэм атакует квотербека «Индианаполис Колтс» Пейтона Мэннинга, 2010 год.

Перед драфтом 2010 года Грэм оценивался сайтом NFL Draft Scout как лучший из доступных ди-эндов. На оценку игрока повлияло успешное выступление на матче всех звёзд выпускников колледжей, где он получил приз Самому ценному игроку, а также показательные тренировки, на которых он пробежал 40 ярдов за 4,71 секунды. Грэм был выбран клубом «Филадельфия Иглз» в первом раунде под общим тринадцатым номером. Обозреватель сайта Bleacher Report Лу Дипьетро отмечал, что игрок может быть полезен в схемах координатора защиты «Иглз» Шона Макдермотта, использующего большое количество блиц-комбинаций. Сумма первого контракта Грэма составила 16,8 млн долларов.
В дебютном сезоне в НФЛ Грэм принял участие в тринадцати матчах, шесть начал в стартовом составе. Чемпионат он завершил досрочно из-за разрыва связок колена и последующей операции. Перед началом сезона 2011 года он был внесён в список игроков, не готовых к высоким физическим нагрузкам. В состав «Филадельфии» Грэм вернулся только в ноябре, до конца чемпионата сыграв в трёх матчах. В 2012 году ему удалось избежать проблем со здоровьем и сыграть во всех шестнадцати матчах сезона. Последние шесть игр стали для Грэма лучшим отрезком в профессиональной карьере. Всего за сезон он сделал 5,5 сэков, став лидером «Иглз» по этому показателю.
Перед началом сезона 2013 года пост главного тренера «Филадельфии» занял Чип Келли. Грэм был переведён на позицию внешнего лайнбекера в схеме 3—4 и начал работать с тренером Биллом Макговерном. В шестнадцати играх регулярного чемпионата он сделал три сэка, эффективно действуя в пас-раше. В других игровых аспектах он уступал конкурентам за место в составе, сыграв только в 26,8 % снэпов в защите. В 2014 году игровое время Грэма выросло, но он по-прежнему оставался дублёром Трента Коула, который был основным внешним лайнбекером при пасовых розыгрышах. После окончания сезона Грэм продлил контракт с Иглз ещё на четыре года, сумма соглашения составила 26 млн долларов. В 2015 году он впервые в карьере стал полноценным игроком стартового состава, проведя на поле 880 снэпов, сделав 39 захватов и 6,5 сэков.

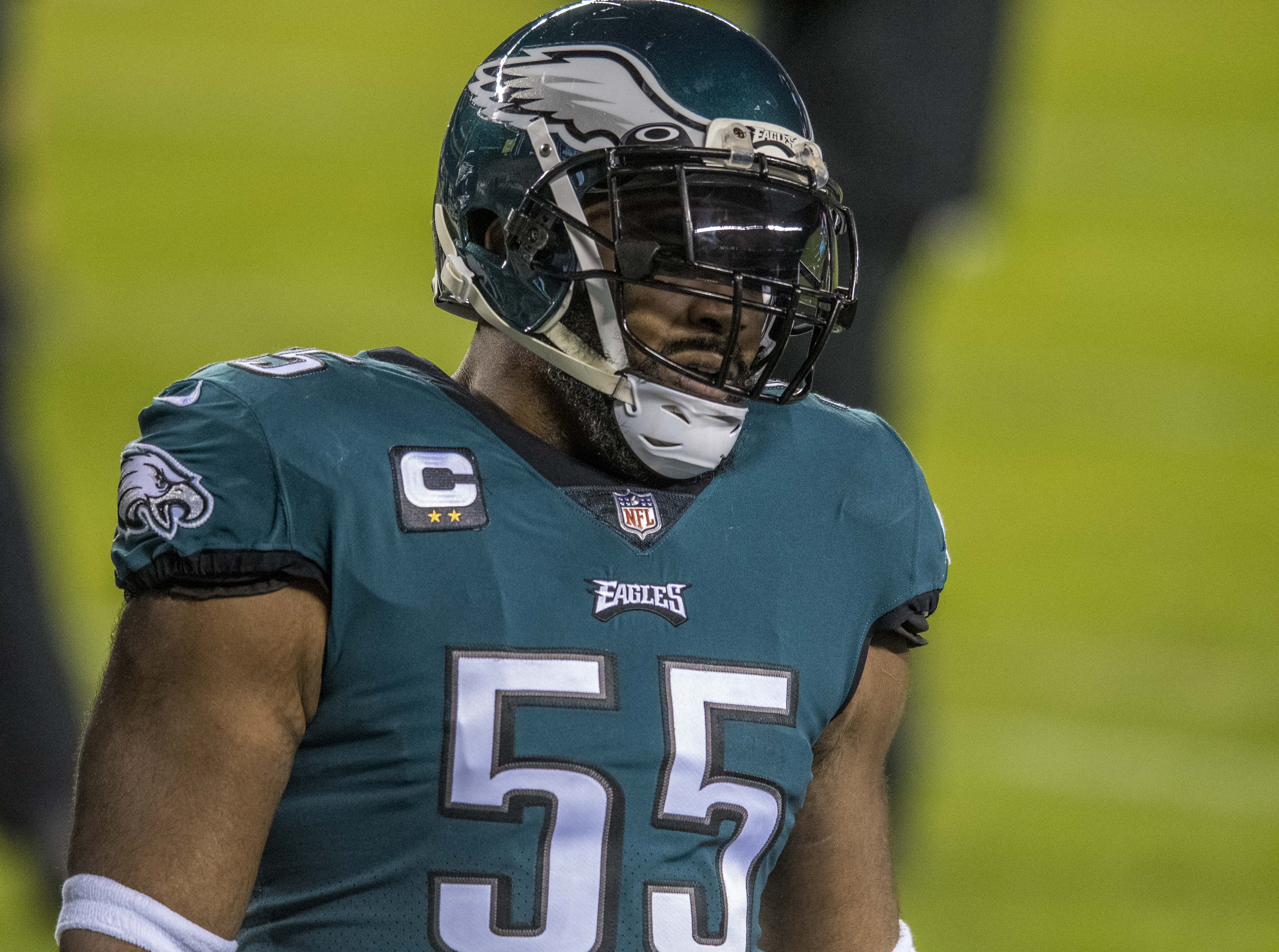
Грэм в матче против «Вашингтона», январь 2021 года.

В регулярном чемпионате 2016 года Грэм вернулся на позицию ди-энда и провёл в основном составе все шестнадцать матчей регулярного чемпионата, сделав 5,5 сэков. Он стал одним из самых продуктивных пас-рашеров лиги, уступив по общему количеству атак на квотербеков соперника только Калилу Маку. Сайт Pro Football Focus по итогам года поставил Грэма на девятое место в рейтинге лучших игроков НФЛ. В регулярном чемпионате 2017 года он сделал 9,5 сэков, став лидером команды по этому показателю. «Филадельфия» вышла в Супербоул LII, где обыграла «Нью-Ингленд Пэтриотс» 41:33. В концовке матча при счёте 38:33 Грэм сделал сэк на Томе Брэди, форсировав потерю мяча и остановив последнюю атаку соперника. В регулярном чемпионате 2018 года он сделал четыре сэка. В межсезонье он перенёс операцию на голеностопном суставе.
В марте 2019 года Грэм продлил контракт с «Иглз» ещё на три года. Общая сумма соглашения составила 40 млн долларов. Он сыграл в шестнадцати матчах чемпионата, сделав 8,5 сэков, второй результат в карьере. В 2020 году Грэм сделал 8 сэков, удачно проведя первую половину регулярного чемпионата. Он был одним из лидеров защиты «Иглз» и спад в его игре совпал с серией неудачных матчей команды: в последних восьми матчах сезона он сделал всего один сэк, а «Филадельфия» потерпела семь поражений. Несмотря на нестабильное выступление, Грэм впервые в своей карьере был выбран в число участников Пробоула. В матче второй недели регулярного чемпионата 2021 года он получил разрыв ахиллова сухожилия и выбыл из строя до конца сезона. Эта травма стала первой серьёзной в его карьере, в предыдущие пять лет Грэм пропустил всего одну игру.

#### Статистика выступлений в НФЛ

##### Регулярный чемпионат
| Сезон | Команда          | Игры | Захваты | Захваты | Захваты | Захваты | Захваты | Перехваты | Перехваты | Перехваты | Перехваты | Перехваты | Фамблы | Фамблы | Фамблы | Фамблы |
| Сезон | Команда          | Игры | Solo    | Ast     | Tot     | Loss    | Sk      | Int       | Yds       | Y/R       | TD        | PD        | FR     | Yds    | TD     | FF     |
| ----- | ---------------- | ---- | ------- | ------- | ------- | ------- | ------- | --------- | --------- | --------- | --------- | --------- | ------ | ------ | ------ | ------ |
| 2010  | Филадельфия Иглз | 13   | 12      | 1       | 13      | 3       | 3,0     | 0         | 0         | 0,0       | 0         | 0         | 0      | 0      | 0      | 2      |
| 2011  | Филадельфия Иглз | 3    | 4       | 0       | 4       | 1       | 0,0     | 0         | 0         | 0,0       | 0         | 0         | 0      | 0      | 0      | 0      |
| 2012  | Филадельфия Иглз | 16   | 30      | 8       | 38      | 7       | 5,5     | 0         | 0         | 0,0       | 0         | 1         | 1      | 0      | 0      | 2      |
| 2013  | Филадельфия Иглз | 16   | 16      | 4       | 20      | 4       | 3,0     | 0         | 0         | 0,0       | 0         | 0         | 0      | 0      | 0      | 0      |
| 2014  | Филадельфия Иглз | 16   | 36      | 11      | 47      | 12      | 5,5     | 0         | 0         | 0,0       | 0         | 0         | 0      | 0      | 0      | 4      |
| 2015  | Филадельфия Иглз | 16   | 39      | 12      | 51      | 11      | 6,5     | 0         | 0         | 0,0       | 0         | 1         | 0      | 0      | 0      | 3      |
| 2016  | Филадельфия Иглз | 16   | 41      | 18      | 59      | 14      | 5,5     | 0         | 0         | 0,0       | 0         | 1         | 1      | 4      | 0      | 2      |
| 2017  | Филадельфия Иглз | 15   | 33      | 14      | 47      | 15      | 9,5     | 0         | 0         | 0,0       | 0         | 2         | 1      | 16     | 1      | 2      |
| 2018  | Филадельфия Иглз | 16   | 31      | 8       | 39      | 9       | 4,0     | 0         | 0         | 0,0       | 0         | 2         | 1      | 0      | 0      | 1      |
| 2019  | Филадельфия Иглз | 16   | 35      | 15      | 50      | 15      | 8,5     | 0         | 0         | 0,0       | 0         | 0         | 2      | 4      | 0      | 1      |
| 2020  | Филадельфия Иглз | 16   | 35      | 11      | 46      | 13      | 8,0     | 0         | 0         | 0,0       | 0         | 0         | 1      | 0      | 0      | 2      |
| 2021  | Филадельфия Иглз | 2    | 2       | 0       | 2       | 1       | 0,0     | 0         | 0         | 0,0       | 0         | 0         | 0      | 0      | 0      | 0      |
| Всего | Всего            | 161  | 314     | 102     | 416     | 105     | 59,0    | 0         | 0         | 0,0       | 0         | 7         | 7      | 24     | 1      | 19     |

##### Плей-офф
| Сезон | Команда          | Игры | Захваты | Захваты | Захваты | Захваты | Захваты | Перехваты | Перехваты | Перехваты | Перехваты | Перехваты | Фамблы | Фамблы | Фамблы | Фамблы |
| Сезон | Команда          | Игры | Solo    | Ast     | Tot     | Loss    | Sk      | Int       | Yds       | Y/R       | TD        | PD        | FR     | Yds    | TD     | FF     |
| ----- | ---------------- | ---- | ------- | ------- | ------- | ------- | ------- | --------- | --------- | --------- | --------- | --------- | ------ | ------ | ------ | ------ |
| 2013  | Филадельфия Иглз | 1    | 2       | 1       | 3       | 1       | 1,0     | 0         | 0         | 0,0       | 0         | 0         | 0      | 0      | 0      | 0      |
| 2017  | Филадельфия Иглз | 3    | 4       | 0       | 4       | 1       | 1,0     | 0         | 0         | 0,0       | 0         | 0         | 0      | 0      | 0      | 1      |
| 2018  | Филадельфия Иглз | 2    | 3       | 2       | 5       | 0       | 1,5     | 0         | 0         | 0,0       | 0         | 0         | 0      | 0      | 0      | 1      |
| 2019  | Филадельфия Иглз | 1    | 0       | 0       | 0       | 0       | 0,0     | 0         | 0         | 0,0       | 0         | 0         | 0      | 0      | 0      | 0      |
| Всего | Всего            | 7    | 9       | 3       | 12      | 2       | 3,5     | 0         | 0         | 0,0       | 0         | 0         | 0      | 0      | 0      | 2      |